# Alexei Koșelev
Alexei Koșelev (n. 19 noiembrie 1993, Republica Moldova) este un fotbalist moldovean, care joacă pe post de portar la Júbilo Iwata în J. League. Pe plan internațional, are prezențe la națională pentru Moldova U-21, Republica Moldova și Moldova U-19.
Pe 9 octombrie 2015 a debutat la echipa națională de fotbal a Moldovei într-un meci contra Rusiei, pierdut cu scorul de 1–2.
Alexei Koșelev este fiul fostului portar al naționalei R. Moldova, Vasile Coșelev.

## Palmares
- Supercupa Moldovei: 2015